# 基亞斯瑪當代藝術博物館
基亚斯玛（芬蘭語：Kiasma）是位於芬蘭首都赫爾辛基的一座美術館，專門收藏當代藝術的作品，是芬兰国立画廊的一部分。基亚斯玛的設計者是美國建築家斯蒂文·霍尔，這也是他的代表作之一。但美術館的外觀引起了很大爭議。美術館在1998年5月開幕。

## 建筑历史
在1992年秋季的时候就当代艺术博物馆新馆的建筑设计进行了公开招标。此次设计招标的对象是北欧及波罗的海国家的建筑师。另外还邀请了五位在国际上享有声誉的建筑师参加。最后总共收到516件设计作品。在1993年选定依据美国建筑师斯蒂文·霍尔设计的作品“基亚斯玛”（英語：Chiasma）来建造。“基亚斯玛”意为“神经或关节韧带的交叉处，及双旋染色体结构”。

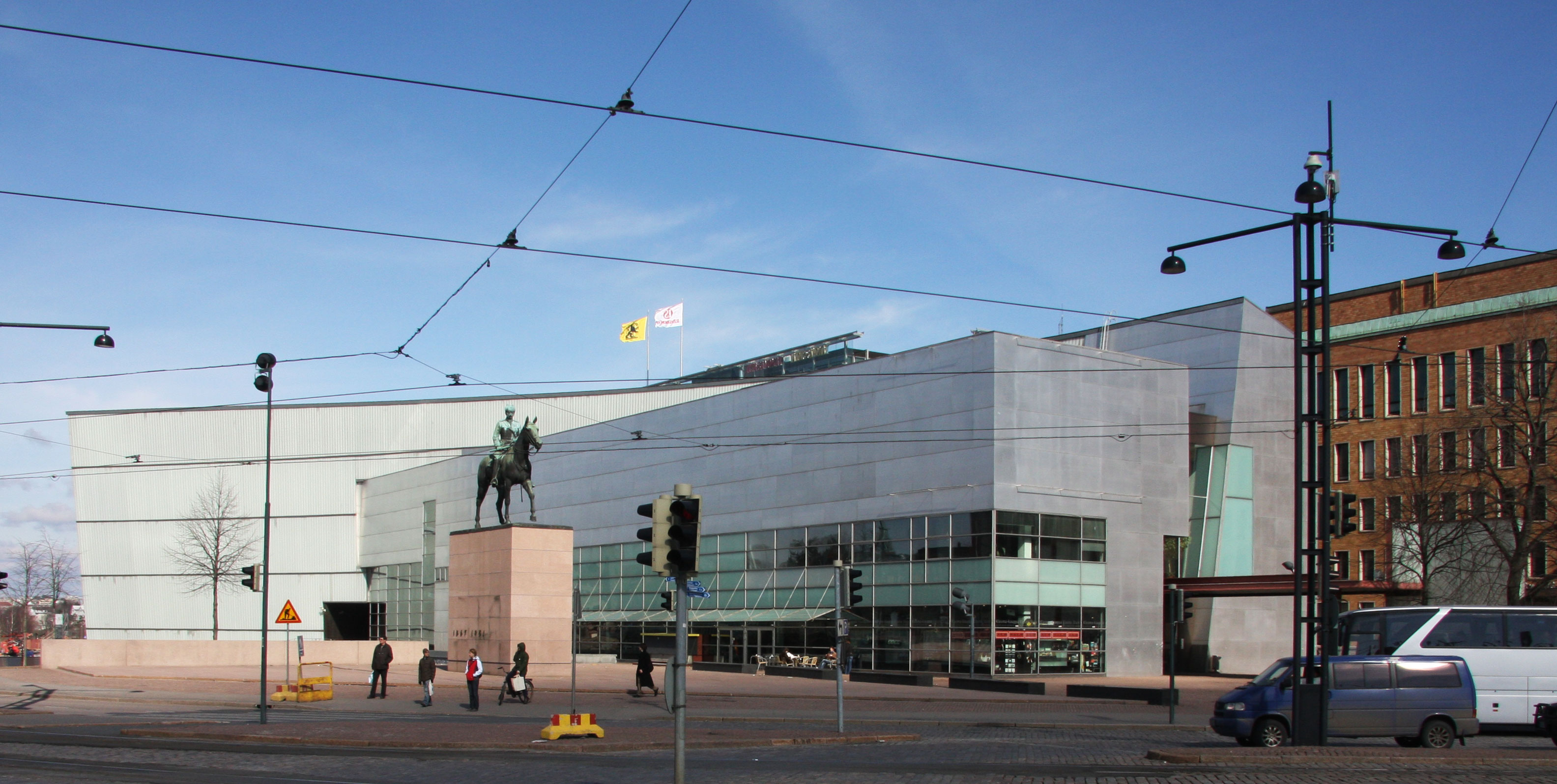
基亚斯玛和曼纳海姆骑马雕像

当时芬兰正处于经济萧条时期。在如此重要的建筑设计招标中选中外国建筑师设计的作品，对很多芬兰建筑师来说是一个不小的打击。“基亚斯玛”作品在芬兰建筑界引起了很大的争论。除争论之外还有建筑师们的利益游说。有人指责霍尔的作品中有设计错误和缺陷，并认为它是玩耍甚至轻率的作风。在芬兰也还不太接受雕塑风格的建筑。接着有人又开始指责城市设计人员和招标委员会。之后当建筑师们开始欣赏“基亚斯玛”的时候，民众又对其选址而纠纷。很多人认为它离芬兰元帅曼纳海姆骑马雕像太近，会破坏雕像的四周环境和背景。在1994年还开始收集签名来反对基亚斯玛的建造。之后各种纷争才开始平静下来。
基亚斯玛在各种公众讨论中于1996年开始建造。1998年5月30日举办了博物馆的开幕式。在开幕式的周末里有三万人左右参观了博物馆。整个建筑的预算是三千八百万欧元。

## 外部連結
- 官方网站  （文） （瑞典文） （英文）